# Evolução cultural
Evolução cultural é o estudo de como as diferentes culturas humanas surgiram e alcançaram suas atuais características. Tal abordagem teórica ganhou força com a publicação de A Origem das Espécies (1859), de Charles Darwin, obra onde foi apresentada a ideia de evolução biológica por meio de seleção natural e que abriu espaço para o questionamento da evolução da humanidade, comparando-a com a evolução dos animais. Contudo, antes mesmo de Darwin publicar seu livro, já havia uma discussão da evolução das diferentes línguas no campo da antropologia.

## Aplicação nos Regimes Totalitários
Uma interpretação deste pensamento trouxe o conceito de eugenia, uma filosofia que supunha que alguns povos eram melhores e/ou mais desenvolvidos que outros e, por isso, eram superiores a estes. O uso da eugenia como fundamento para totalitarismos, em especial no tocante aos partidos nazifascistas durante as décadas de 1920, 1930 e 1940, criou, posteriormente à Segunda Guerra Mundial (na qual foram derrotados os regimes nazifascistas), uma resistência na comunidade científica à inserção de fatores determinísticos oriundos das ciências naturais junto às considerações advindas das ciências humanas.

## Evolução cultural na atualidade
Atualmente, contudo, a ideia de evolução cultural voltou a receber atenção de acadêmicos de diversas áreas, levando em conta conceitos como meme, psicologia evolucionista e evolução sociocultural.
Desde os anos 1980, um número crescente de pesquisadores tem desenvolvido um novo arcabouço teórico de evolução cultural baseado nos modelos matemáticos e teóricos da genética populacional. Esse recorte teórico foi iniciado pela publicação em 1981 do livro Cultural Transmission and Evolution: A Quantitative Approach pelos biólogos de Stanford Luigi-Lucca Cavalli-Sforza e Marcus W. Feldman. Os antropólogos Robert Boyd e Peter Richerson também publicaram numerosos livros e artigos científicos sobre o assunto desde a década de 80, se tornando os maiores representantes desse novo campo de pesquisa. Atualmente, o antropólogo de Harvard Joseph Henrich se destaca como um dos principais nomes no campo, com numerosas citações e artigos científicos publicados em jornais de prestígio. Segundo esses pesquisadores, a evolução cultural seria a chave para compreender o que torna os humanos únicos em comparação com outras espécies, bem como para compreender fenômenos como a cooperação em larga-escala, a evolução de religiões e a emergência de novas tecnologias.
O biólogo Richard Dawkins, em seu livro O Gene Egoísta, publicado em 1976, também introduziu uma abordagem à evolução cultural baseada na evolução biológica que ele apelidou de memética. Dawkins introduziu o termo meme em seu livro como um exemplo da menor unidade de informação cultural que pode ser transmitida e modificada.